# 薩摩青雲丸
薩摩青雲丸（さつませいうん）は、鹿児島県が所有する漁業実習船。鹿児島県立鹿児島水産高等学校の実習に使用されている。本項目では、2002年3月に竣工し就航中の船を取り扱う。

## 概要
新潟鐵工所で建造され、2002年3月15日に竣工した。
本船はマグロはえ縄漁の漁業実習、航海や機関の実習、海洋観測や海洋生物の調査と研究を行う。マグロ漁の実習はハワイ沖で年に3回行っている。漁獲したマグロは枕崎漁港か三浦漁港で水揚げする。

## 設計
- 船首楼と長い船尾楼を有した一層甲板の船型である[2]。
- 広い生徒室、生徒食堂兼教室、学習室がある[2]。

## 特徴
- 国際規格準拠の救命設備、救命設備、無線設備を有している[2]。
- ゴミ、生活排水、汚水の処理設備がある[2]。

## 略歴
- 1960年（昭和35年）初代?建造[10]
- 1974年（昭和49年）3月- 2代目?竣工[10]
- 1988年（昭和63年）2月- 3代目?竣工[10]
- 2002年（平成14年）3月- 4代目?竣工 645総トン[2]

## エピソード
- 2009年度の水揚げの販売額は、三崎漁港で67,561千円、枕崎漁港で26,275千円だった[9]。
- 2010年に、海上気象を観測し通報した功績により気象庁より表彰を受けた[11]。
- 2009年10月6日にハワイ沖で実習中、船の揺れで閉まったドアに生徒の指が挟まれて負傷する事故があった[12]。
- 2016年に、ハワイ沖の海象や気象やマグロ資源の状況を水産総合研究センター(現水産研究・教育機構)に通報した功績により水産庁より表彰を受けた[13][14]。
- マグロの販売会が開催される事がある[15]。
- 三崎漁港の他、横浜港に立ち寄る事があり、本州でも本船は撮影可能[16]。
- 薩摩星雲丸と誤記される事がある[17]。

## 画像

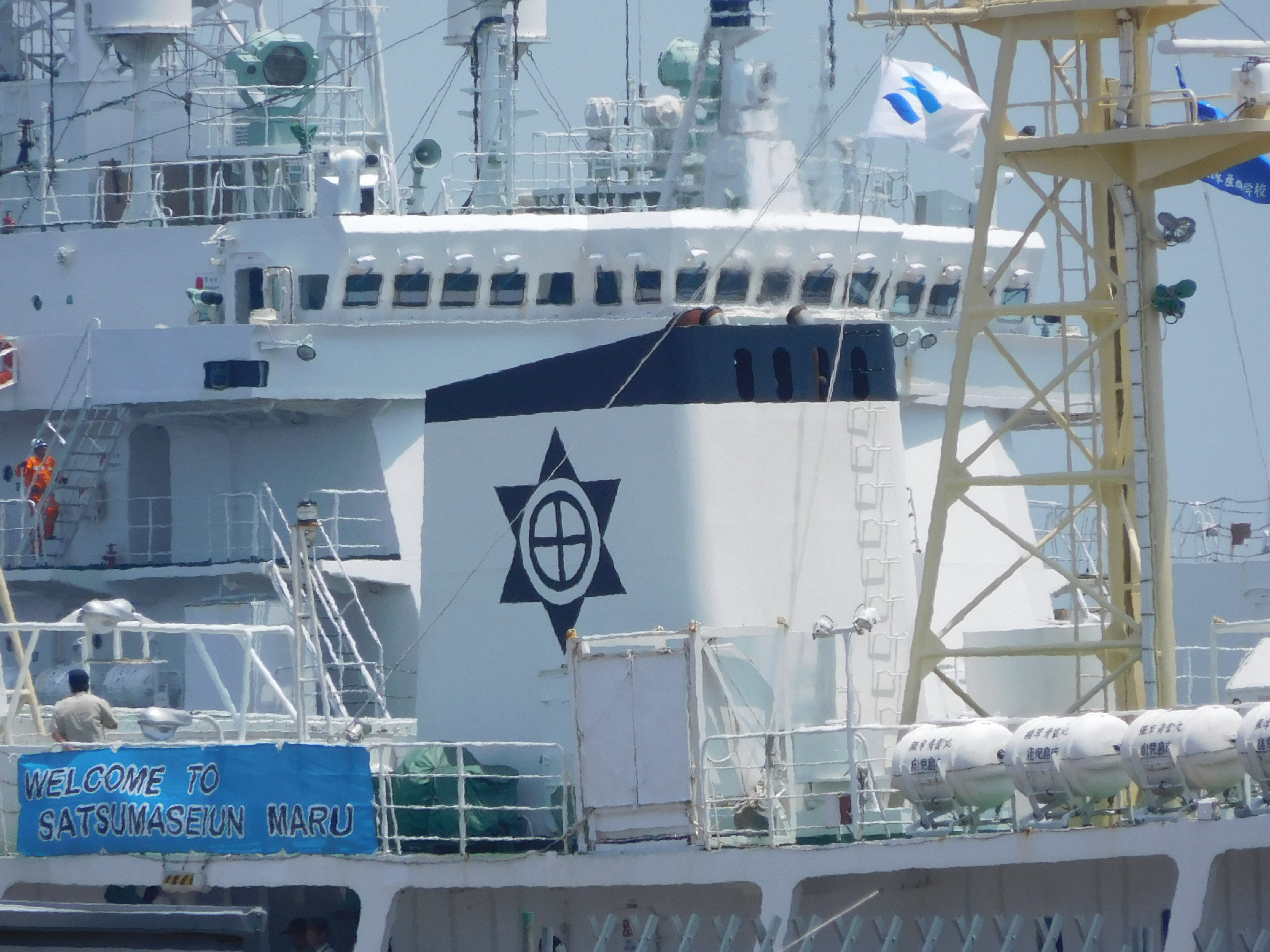
鹿児島県立鹿児島水産高等学校の漁業練習船 薩摩青雲丸の煙突
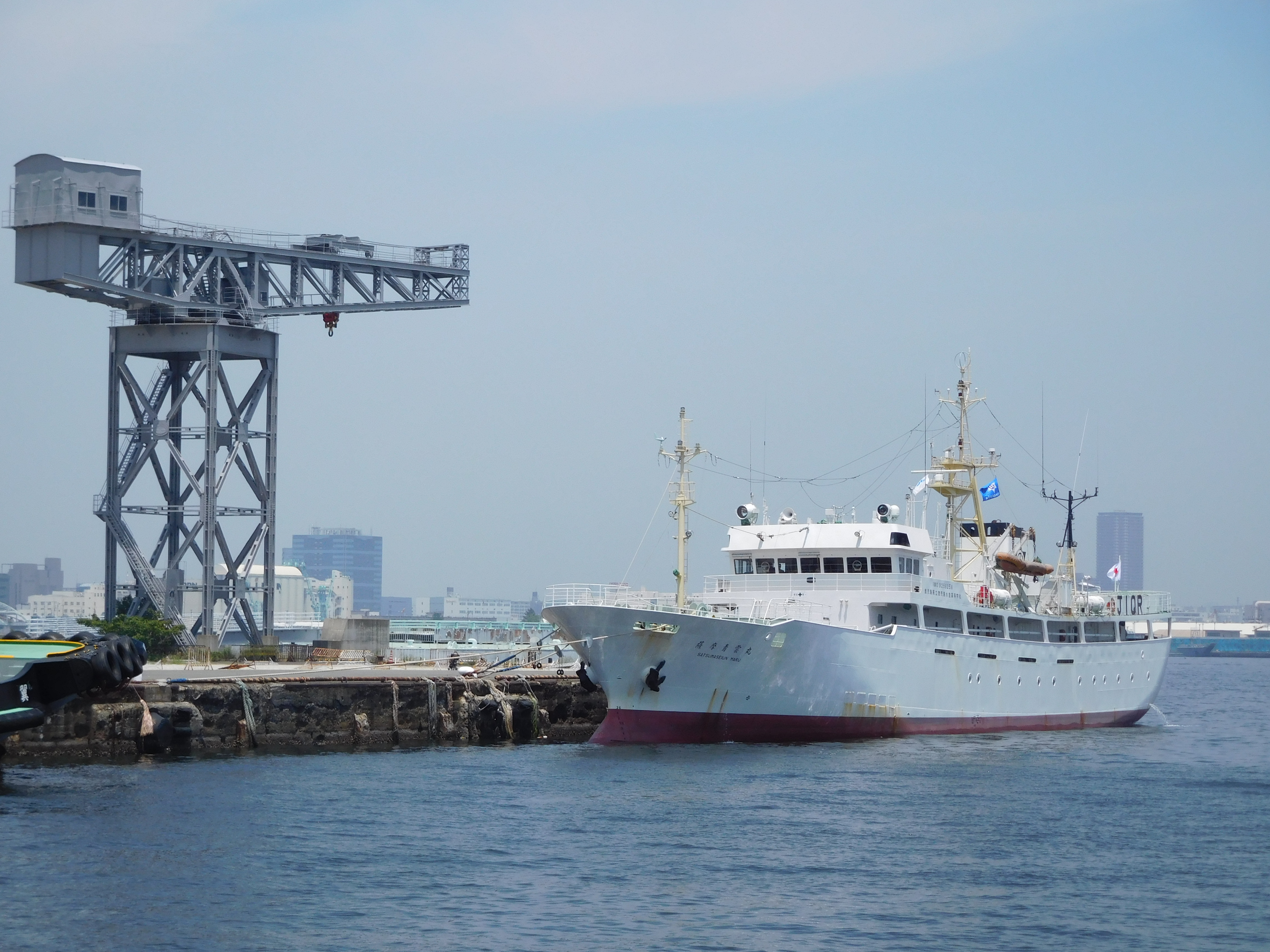
鹿児島県立鹿児島水産高等学校の漁業練習船 薩摩青雲丸　横浜港・新港ふ頭にて
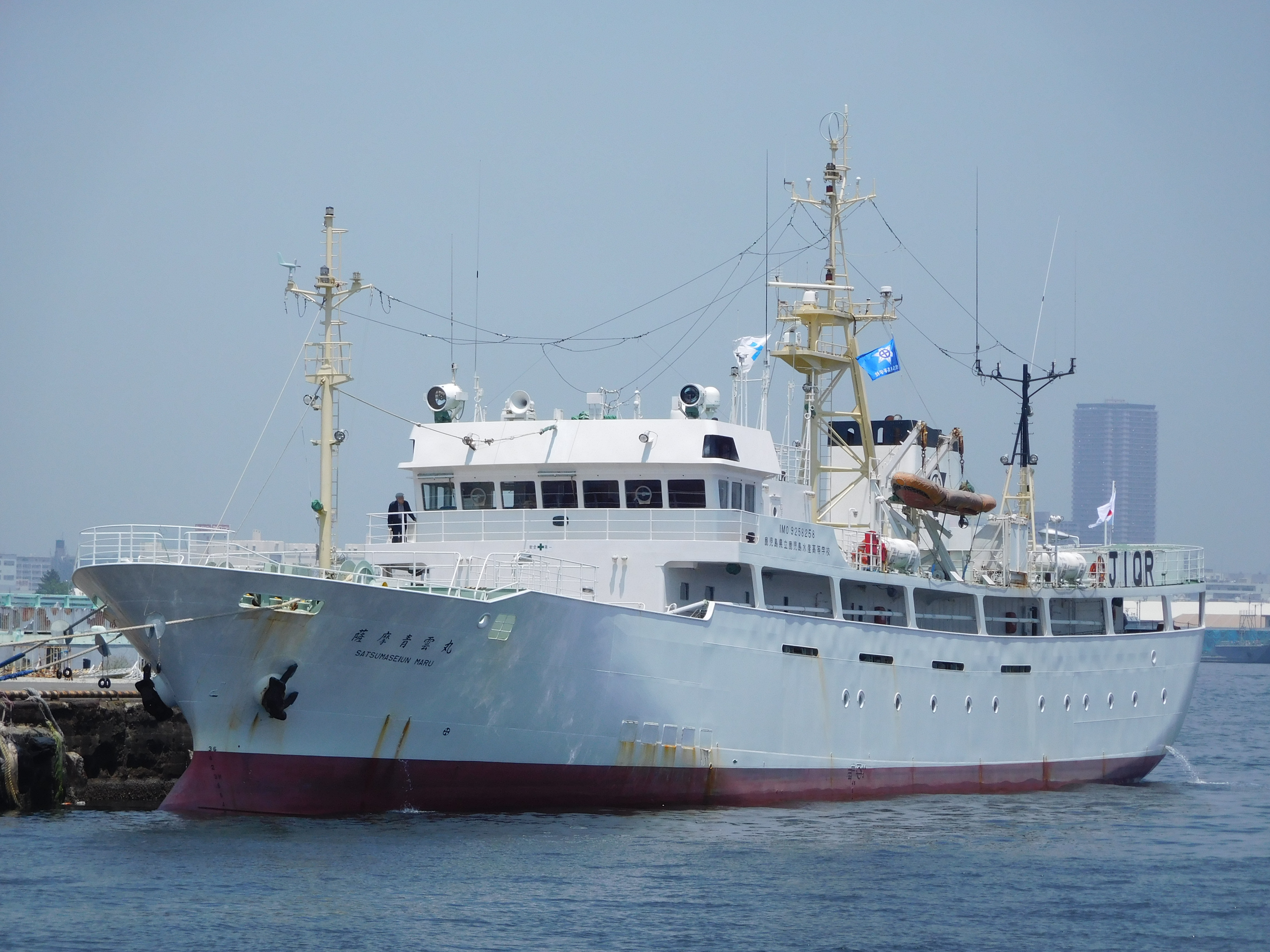
鹿児島県立鹿児島水産高等学校の漁業練習船 薩摩青雲丸、横浜港にて